# Гончаренко, Виктор Михайлович
Ви́ктор Миха́йлович Гончаре́нко или Ганчаре́нко (бел. Віктар Міхайлавіч Ганчарэнка; род. 10 июня 1977, Хойники, Гомельская область) — белорусский футболист и тренер.

## Карьера игрока
Воспитанник ДЮСШ города Хойники и минского РУОРа, где его первыми тренерами были Александр Вергейчик и Юрий Пышник.
С 1995 по 1997 год выступал в РУОРе, после чего перешёл в БАТЭ, где играл с 1998 по 2002 год, став за это время, вместе с командой, дважды чемпионом Беларуси (1999, 2002), дважды серебряным (1998, 2000) и один раз бронзовым (2001) призёром. Карьеру игрока завершил из-за полученной на тренировке, 3 октября 2002 года, серьёзной травмы — разрыва крестообразной связки левого коленного сустава.

## Тренерская карьера

### БАТЭ
Гончаренко завершил карьеру игрока в 25 лет. После этого он поступил в БГУФК, который окончил в 2004 году, получив специальность «тренер по футболу».
С 2004 по 2006 год работал в БАТЭ тренером дублирующего состава клуба. В 2007 году стал старшим тренером основной команды БАТЭ, а 13 ноября 2007 года стал главным тренером. Ещё в декабре 2005 года Гончаренко получил лицензию УЕФА категории «B», затем категории «А», а также 24 декабря 2010 года — категории Pro.
В 2008 году БАТЭ вышел в групповой раунд Лиги чемпионов, а Гончаренко стал самым молодым главным тренером в истории этого турнира. Успех на международной арене — клуб впервые вышел в основной раунд турнира, в котором дважды сыграл вничью с «Ювентусом» — 2:2, 0:0 и «Зенитом» в Санкт-Петербурге — 1:1 — был подкреплён победой в чемпионате Беларуси. По итогам года стал победителем национального конкурса «Триумф» в номинации «Тренер года». Также занял 17-е место в рейтинге лучших клубных тренеров 2008 года по версии Международной федерации футбольной истории и статистики.

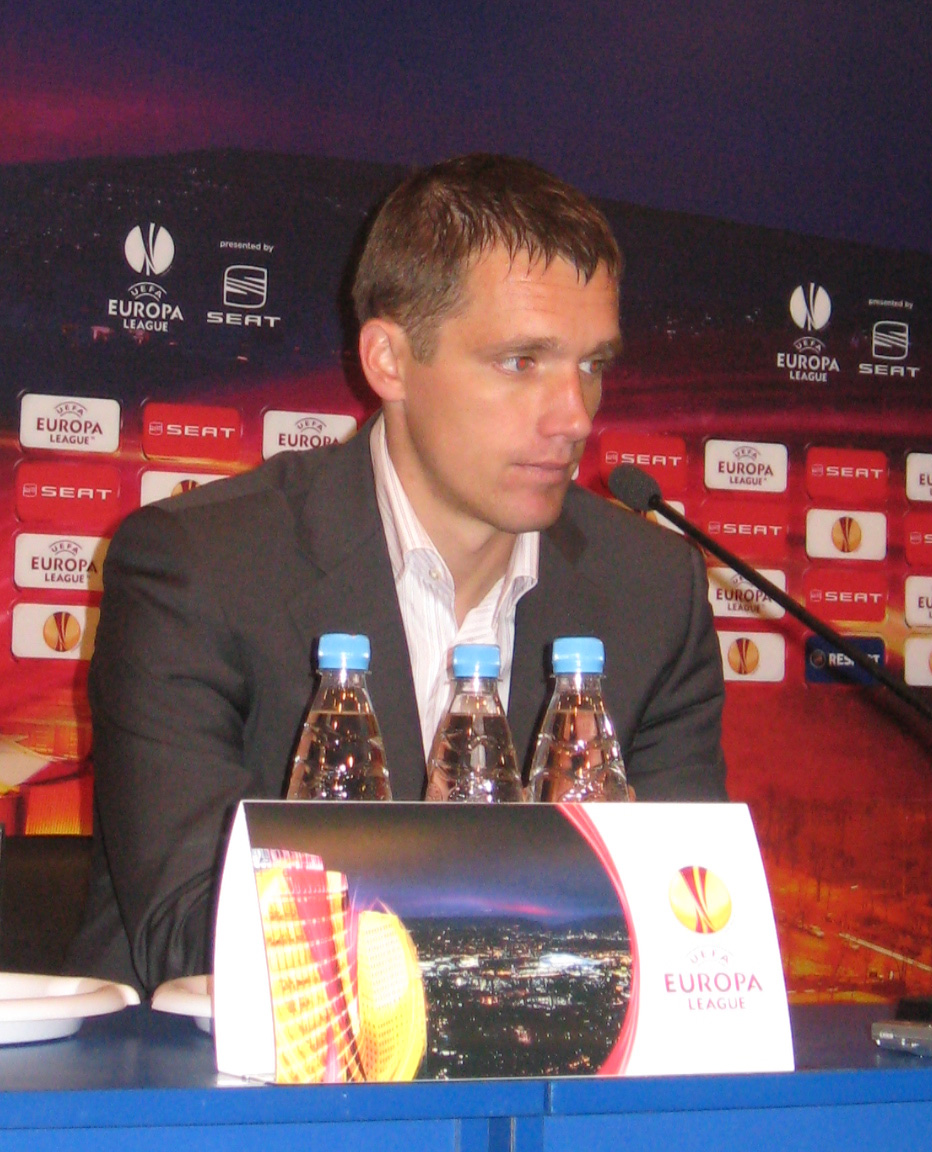
На посту главного тренера БАТЭ

В 2009 году Гончаренко не смог вывести БАТЭ в групповой раунд Лиги чемпионов, проиграв в 3-м квалификационном раунде латвийскому «Вентспилсу» (0:1, 2:1). В плей-офф Лиги Европы БАТЭ обыграл болгарский «Литекс» (0:1, 4:0) и вышел в групповой раунд, где команда заняла 3-е место.
15 декабря 2009 года появилась информация, что Гончаренко может возглавить российский клуб «Кубань», но уже в тот же день от БАТЭ поступило опровержение.
В 2010 году БАТЭ под руководством Гончаренко также не попал в групповой этап Лиги чемпионов. Клуб в 3-м квалификационном раунде уступил «Копенгагену» (0:0, 2:3). В Лиге Европы соперниками БАТЭ стали «Динамо» Киев, АЗ Алкмар и «Шериф» Тирасполь.
29 октября 2010 года руководство клуба «Локомотив» Москва объявило Гончаренко кандидатом на пост главного тренера команды. Однако Гончаренко остался в БАТЭ и вместе с клубом занял 2-е место в группе Лиги Европы и впервые в истории вывел белорусскую команду в 1/16 турнира, где БАТЭ уступил «Пари Сен-Жермену» (2:2, 0:0).
В 2011 году Гончаренко во второй раз вывел БАТЭ в групповой раунд Лиги чемпионов. Компанию его команде составили «Барселона», «Милан» и «Виктория». В этой группе БАТЭ не сумел одержать ни одной победы.
23 мая 2012 год появились слухи, что Гончаренко стал претендентом на пост главного тренера московского ЦСКА.
4 июня 2012 года стало известно, что Гончаренко отказался возглавить львовские «Карпаты».
В 2012 году БАТЭ под руководством Гончаренко в третий раз вышел в групповой раунд Лиги чемпионов, где встретился с «Баварией», «Валенсией» и «Лиллем». Этот розыгрыш стал наиболее удачным: 19 сентября 2012 года БАТЭ впервые одержал победу в групповом турнире Лиги чемпионов, обыграв в гостях «Лилль» (3:1), а 2 октября в Минске сенсационно победил «Баварию» (3:1). В итоге БАТЭ занял в группе 3-е место и вышел в 1/16 финала Лиги Европы, где уступил турецкому «Фенербахче» (0:0, 0:1).

### «Кубань»
12 октября 2013 года Виктор Гончаренко, являвшийся одним из кандидатов на пост главного тренера «Кубани», покинул пост главного тренера БАТЭ. В этот же день подписал контракт с «Кубанью» на 4,5 года с заработной платой около миллиона евро в год. 20 октября Гончаренко дебютировал, уступив 1:3 московскому «Динамо». В итоге команда заняла 8-е место.
Старт нового сезона для «Кубани» выдался удачным — команда выдала девятиматчевую серию без поражений, уступив лишь в матче 10-го тура действующему чемпиону ЦСКА. 13 ноября 2014 года руководством «Кубани» было принято решение отправить в отставку Гончаренко «из-за отсутствия жёсткости в общении с футболистами». На тот момент команда после 13 туров занимала 5-е место в чемпионате с 24 очками, отставая от второго места всего на одно очко. Новым тренером «Кубани» стал Леонид Кучук, с которым команда одержала одну победу в 15 матчах чемпионата, но дошла до финала Кубка России, где в дополнительное время уступила «Локомотиву».

### «Урал»
14 июня 2015 года Виктор Гончаренко Был назначен на пост главного тренера «Урала». 38-летний специалист подписал контракт, рассчитанный на три года. 25 августа 2015 года появились сообщения о том, что Гончаренко покинул «Урал» по собственному желанию. Информация появилась перед домашним матчем 7-го тура чемпионата России против «Терека». В шести матчах под руководством Гончаренко в чемпионате «Урал» одержал всего одну победу, два раза сыграл вничью и потерпел три поражения, занимая 10-е место. На следующий день клуб опроверг отставку Гончаренко. Однако уже 1 сентября «Урал» выступил с заявлением о прекращении сотрудничества по обоюдному согласию из-за расхождения во взглядах на дальнейшие пути развития клуба.

### ЦСКА
13 сентября 2015 года Гончаренко вошёл в тренерский штаб ЦСКА, возглавляемый Леонидом Слуцким, где занял пост старшего тренера. До этого ему предлагали пост вице-президента БАТЭ. 21 мая 2016 года тренерский штаб ЦСКА, после победы над «Рубином» со счётом 1:0 принёс команде чемпионский титул, а вскоре после этого Гончаренко покинул команду, желая продолжить самостоятельную работу.

### «Уфа»
6 июня 2016 года был назначен на пост главного тренера клуба «Уфа». Трудовое соглашение было рассчитано на два года с возможностью продления контракта ещё на один сезон.
Под руководством Гончаренко «Уфа» к зимнему перерыву смогла закрепиться в середине турнирной таблицы, а также дойти до четвертьфинала Кубка России. В декабре 2016 года Гончаренко покинул клуб.

### ЦСКА
12 декабря 2016 года Гончаренко вернулся в ЦСКА, сменив Леонида Слуцкого на посту главного тренера. Контракт был рассчитан на два года. Первый матч Гончаренко завершился нулевой ничьей с «Зенитом». ЦСКА до конца чемпионата проиграл лишь один матч со «Спартаком», заняв по итогам сезона второе место в чемпионате России и обошёл «Зенит» за право сыграть в Лиге чемпионов.
19 декабря 2017 года Гончаренко был признан тренером года Беларуси. В следующем сезоне ЦСКА вновь закончил выступление на втором месте и напрямую квалифицировался в групповой этап Лиги чемпионов. В еврокубках команда преодолела два раунда квалификации, а в группе до последнего боролась за выход в плей-офф, но заняла третье место и продолжила выступление в Лиге Европы. В 1/16 финала ЦСКА не без труда прошёл сербскую «Црвену Звезду», а в 1/8 одолел французский «Лион». Соперником ЦСКА по четвертьфиналу стал один из фаворитов турнира лондонский «Арсенал», которому армейцы уступили с общим счётом 3:6. Тем не менее эта еврокубковая кампания стала для команды лучшей за последние годы.

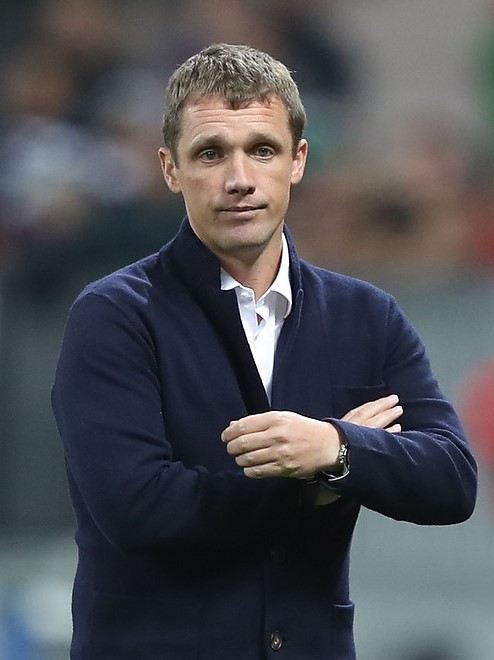
Гончаренко в качестве главного тренера ЦСКА

Летом 2018 года команду покинул ряд ведущих игроков, а на их место были приобретены молодые и менее опытные футболисты. ЦСКА не только не смог включиться в борьбу за чемпионство, но и впервые за 10 лет не попал в тройку призёров чемпионата. В Лиге чемпионов в обоих матчах группового турнира подопечные Гончаренко сумели всухую обыграть «Реал Мадрид» (1:0 и 3:0), однако этого не хватило даже для выхода в весеннюю часть Лиги Европы.
В следующем сезоне игра команды также не отличалась стабильностью. Перед перерывом на зимнюю паузу (по итогам 19 туров) ЦСКА располагался на четвёртом месте, отставая от лидирующего «Зенита» на 11 очков. При этом провалом завершилось выступление армейцев в Лиге Европы: попав в группу с довольно скромными соперниками («Эспаньол», «Лудогорец» и «Ференцварош») ЦСКА сумел выиграть лишь один матч, который уже не имел для него турнирного значения, и завершил выступление на последнем месте в группе. Несмотря на это, руководство клуба выразило поддержку Гончаренко, продлив с ним контракт на ещё один сезон, о чём было сообщено 20 мая 2020 года.
20 июня 2020 года ЦСКА со счётом 0:4 уступил «Зениту» в рамках очередного тура чемпионата России, продлив свою безвыигрышную серию до шести матчей. После этого Гончаренко не появился на послематчевом интервью, что было объяснено его плохим самочувствием. На следующий день СМИ сообщили о том, что белорусский тренер подал в отставку. В свою очередь официальный сайт клуба объяснил отсутствие Гончаренко его плохим самочувствием и объявил, что к следующему матче команду будет готовить старший тренер Сергей Овчинников. 28 июня главный тренер вернулся к исполнению своих обязанностей. В результате ЦСКА, как и годом ранее, завершил сезон на четвёртом месте.
22 марта 2021 года контракт с белорусским специалистом был расторгнут по обоюдному согласию сторон. Позже выяснилось, что Гончаренко был уволен из-за плохих результатов и напряжённой психологической ситуации в коллективе.

### «Краснодар»
С 6 апреля 2021 года — главный тренер «Краснодара». Контракт был рассчитан до лета 2023 года. Дебютировал 13 апреля матчем против тульского «Арсенала» (0:1). В сентябре был дисквалифицирован на три матча РПЛ, один из них условно. Во время встречи «Ахмат» — «Краснодар» вёл себя агрессивно, нецензурно высказывался в отношении официальных лиц матча. Оштрафован на 250 тысяч рублей. 5 января 2022 года руководство клуба расторгло с Гончаренко контракт.

### «Урал»
15 августа 2022 года Гончаренко снова стал главным тренером «Урала» после увольнения Игоря Шалимова. По итогам сезона-2023/24 клуб занял 14 место в чемпионате. В первом стыковом матче «Урал» уступил дома клубу первой лиги «Акрон» 0:2, и на следующий день 30 мая Гончаренко покинул пост.

### «Пари Нижний Новгород»
9 октября 2024 года Гончаренко стал главным тренером «Пари Нижний Новгород» после увольнения Саши Илича. Дебютировал 19 октября матчем против Ростова (1:1). По итогам сезона 2024/25 клуб занял 13-е место в чемпионате, попав в зону стыковых матчей. В первом стыковом матче «Пари Нижний Новгород» победил на выезде «Сочи» 1:2, но в ответном матче «Сочи» победил со счётом 1:3 (общий счёт 4:3). 12 июня 2025 года Гончаренко покинул пост.

## Достижения

### Как игрок
БАТЭ
- Чемпион Беларуси (2): 1999, 2002
- Серебряный призёр чемпионата Беларуси (2): 1998, 2000
- Бронзовый призёр чемпионата Беларуси: 2001

### Тренерские

#### БАТЭ
- Чемпион Беларуси (6): 2008, 2009, 2010, 2011, 2012, 2013
- Обладатель Кубка Беларуси: 2009/10
- Обладатель Суперкубка Беларуси (3): 2010, 2011, 2013

#### ЦСКА
- Обладатель Суперкубка России: 2018
- Серебряный призёр чемпионата России (2): 2016/17, 2017/18

### Личные
- Лучший тренер Беларуси (11): 2008, 2009, 2010, 2012, 2014, 2016, 2017, 2018, 2019, 2020, 2022
- Лучший тренер месяца чемпионата России (3): сентябрь 2019[45], октябрь 2020[46], октябрь 2022[47]

### Статистика в качестве главного тренера
| Клуб                 | Начало работы   | Окончание работы | Результаты | Результаты | Результаты | Результаты | Результаты |
| Клуб                 | Начало работы   | Окончание работы | И          | В          | Н          | П          | В %        |
| -------------------- | --------------- | ---------------- | ---------- | ---------- | ---------- | ---------- | ---------- |
| БАТЭ                 | 13 ноября 2007  | 12 октября 2013  | 275        | 160        | 65         | 50         | 058,18     |
| Кубань               | 13 октября 2013 | 13 ноября 2014   | 38         | 16         | 12         | 10         | 042,11     |
| Урал                 | 14 июня 2015    | 1 сентября 2015  | 6          | 1          | 2          | 3          | 016,67     |
| Уфа                  | 6 июня 2016     | 12 декабря 2016  | 19         | 9          | 4          | 6          | 047,37     |
| ЦСКА (Москва)        | 12 декабря 2016 | 22 марта 2021    | 167        | 83         | 38         | 46         | 049,70     |
| Краснодар            | 6 апреля 2021   | 5 января 2022    | 25         | 11         | 5          | 9          | 044,00     |
| Урал                 | 15 августа 2022 | 30 мая 2024      | 78         | 29         | 17         | 32         | 037,18     |
| Пари Нижний Новгород | 9 октября 2024  | 12 июня 2025     | 22         | 6          | 4          | 12         | 027,27     |
| Всего                | Всего           | Всего            | 630        | 313        | 149        | 168        | 049,68     |

## Семья
Жена Маргарита. Сын Артём (род. в 2008) и дочь Кристина (род. в 2019).